# Suflanowo
Suflanowo (ros. Суфляново) – wieś (ros. деревня, trb. dieriewnia) w zachodniej Rosji, w osiedlu wiejskim Czistikowskoje rejonu rudniańskiego w obwodzie smoleńskim.

## Geografia
Miejscowość położona jest nad Olszanką, 24 km od granicy z Białorusią, 2 km od najbliższego przystanku kolejowego (439 km), 2 km od drogi federalnej R120 (Orzeł – Briańsk – Smoleńsk – granica z Białorusią), 19 km od drogi magistralnej M1 «Białoruś», 8,5 km od centrum administracyjnego osiedla wiejskiego (Czistik), 15,5 km od centrum administracyjnego rejonu (Rudnia), 49 km od Smoleńska.
W granicach miejscowości znajdują się ulice: Gornaja, Lenina.

## Demografia
W 2010 r. miejscowość zamieszkiwało 226 osób.

## Historia
W czasie II wojny światowej od lipca 1941 roku wieś była okupowana przez hitlerowców. Wyzwolenie nastąpiło w październiku 1943 roku.
Uchwałą z dnia 20 grudnia 2018 roku w skład jednostki administracyjnej Czistikowskoje weszły wszystkie miejscowości (w tym Suflanowo) zlikwidowanego osiedla wiejskiego Smoligowskoje.

## Urodzeni w dieriewni
- Ałła Jegorowna Gorskaja (ur. 1948) – radziecka historyk i entnograf[7]